# Lasiodiscus (protista)
Lasiodiscus es un género de foraminífero bentónico de la familia Lasiodiscidae, de la superfamilia Archaediscoidea, del suborden Fusulinina y del orden Fusulinida. Su especie tipo es Lasiodiscus granifer. Su rango cronoestratigráfico abarca desde el Carbonífero medio hasta el Pérmico.

## Discusión
Algunas clasificaciones más recientes incluyen Lasiodiscus en la superfamilia Lasiodiscoidea, del suborden Archaediscina, del orden Archaediscida, de la subclase Afusulinana y de la clase Fusulinata.

## Clasificación
Lasiodiscus incluye a la siguiente especie:
- Lasiodiscus granifer †